# Сан-Жуан-де-Тарока
Сан-Жуа́н-де-Таро́ка также Сан-Жуа́н-де-Таро́ука (порт. São João de Tarouca)  —  район (фрегезия) в Португалии,  входит в округ Визеу. Является составной частью муниципалитета  Тарока. Находится в составе крупной городской агломерации Большое Визеу. По старому административному делению входил в провинцию Бейра-Алта. Входит в экономико-статистический  субрегион Доуру, который входит в Северный регион. Население составляет 735 человек на 2001 год. Занимает площадь 22,46 км².

## Достопримечательности
- Монастырь Сан-Жуан де Тарока — цистерцианский монастырь, основанный первым португальским королём Афонсу Энрикешем в 1140 году. В сохранившейся церкви находится саркофаг дона Педру Афонсу, графа де Барселуш, бастарда короля Диниша I, трубадура и составителя «Книги родословных» и «Общей хроники Испании 1344 года».